# Smečno
Smečno (jusqu'en 1884 : Muncifaj ; en allemand : Smetschno, précédemment : Munzifay) est une ville du district de Kladno, dans la région de Bohême-Centrale, en Tchéquie. Sa population s'élevait à 1 950 habitants en 2021.

## Géographie
Smečno se trouve à 6 km au sud-ouest de Slaný, à 8 km au nord-ouest de Kladno et à 32 km à l'ouest-nord-ouest de Prague.
La commune est limitée par Ledce et Přelíc au nord, par Slaný, Hrdlív et Třebichovice à l'est, par Svinařov, Libušín et Kačice au sud, et par Hradečno à l'ouest.

## Histoire
La première mention écrite de la localité date de 1252.